# Dytaster insignis
Dytaster insignis är en sjöstjärneart som först beskrevs av Perrier 1884.  Dytaster insignis ingår i släktet Dytaster och familjen kamsjöstjärnor. Inga underarter finns listade i Catalogue of Life.